# Hafen von Baltimore
Der Hafen von Baltimore, seit 2006 offiziell Helen Delich Bentley Port of Baltimore, ist der Seehafen von Baltimore im US-amerikanischen Bundesstaat Maryland. Er befindet sich am südlichen Stadtrand an der Mündung des Patapsco River in die Chesapeake Bay, ein Ästuar am Atlantischen Ozean. Betreiber und Verwalter ist das bundesstaatliche Unternehmen Maryland Port Administration, das dem Maryland Department of Transportation untersteht. Der Hafen wurde im Jahre 2006 nach der ehemaligen Vorsitzenden der United States Federal Maritime Commission und republikanischen Kongressabgeordneten Helen Delich Bentley benannt.
Der Hafen verfügt über 17 Containerterminals.

## Geschichte
Die Geschichte des Hafens von Baltimore beginnt mehr als 20 Jahre vor der Gründung der Stadt selbst. Im Jahr 1706 bestimmte die koloniale Maryland General Assembly Whetstone Point, in der Nähe des heutigen Fort McHenry, zum offiziellen Eingangshafen für den Tabakhandel des Staates mit England.
Die Stadt Baltimore wurde 1729–1730 durch ein Gesetz des Kongresses im nordwestlichen „Becken“ des Patapsco Northwest Branch gegründet. Das Gebiet wurde später als Inner Harbor bekannt. Im weiteren Laufe des Jahrhunderts schlossen sich fünf kleine Häfen, die alle nur wenige Meilen voneinander entfernt lagen, zum Hafen von Baltimore zusammen. Die Stadt entwickelte sich bald zum wichtigsten Schiffbauzentrum der Kolonie mit zahlreichen Werften und wurde berühmt für den Bau des kleinen Segelschoners Baltimore Clipper. Die Entwicklung dieser wendigen Schiffe und der Aufschwung der Textil- und Mühlenindustrie förderten den internationalen Handel, insbesondere von und nach der Karibik. Im Jahr 1828 begann die Baltimore and Ohio Railroad (B&O) mit dem Bau der Gleise, die schließlich 1845 bis Locust Point verlängert wurden. Mit dem Bau der Baltimore and Ohio Railroad und anderer Eisenbahnen wurde der Hafen zu einem wichtigen Umschlagplatz zwischen dem Landesinneren und dem Rest der Welt. Anfang des 19. Jahrhunderts war Baltimore die drittgrößte Stadt der USA. Anfang des 20. Jahrhunderts war Baltimore der zweitgrößte Seehafen der USA.
Beginnend im Jahr 1830, als das U.S. Army Corps of Engineers das erste Mal das Hafenbecken vermaß und daraufhin der Federal River and Harbor Act of 1852 eine Vertiefung der Fahrrinne erlaubte, erfuhr der Hafen über Jahrzehnte hinweg drastische Veränderungen im Bezug auf Tiefe und Breite der Hafenbecken. 1869 wurde der Brewerton Channel geschaffen. Im Jahr 1999 wurde im Fort-McHenry-Kanal ein 50 Fuß (15,2 m) tiefes Wendebecken ausgebaggert und Mitte 2015 wurde der Zugangskanal zum Seagirt-Terminal verbreitert, um die größten Containerschiffe der Welt aufnehmen zu können.
Im April 2021 wurde ein zweiter 50 Fuß tiefer Container-Liegeplatz fertiggestellt, der zwei übergroße Containerschiffe gleichzeitig im Hafen aufnehmen kann. Im November 2021 wurde mit dem Umbau des Howard-Street-Tunnels begonnen, um den Transport von Doppelstockwaggons zu ermöglichen. Im Mai 2022 wurden vier Neo-Panamax-Kräne an den Terminals des Hafens in Betrieb genommen; weitere Kräne sollen später hinzukommen. Der laufende Umbau von Liegeplätzen ist geplant, um die Kapazität für größere und schwerere Roll-on/Roll-off-Ladungen wie Mähdrescher und Erntemaschinen zu erhöhen.
Am 15. Oktober 2016 fand im Hafen von Baltimore die feierliche Indienststellung der USS Zumwalt, eines Lenkwaffenzerstörers der US-Marine, statt. Die Zeremonie fand im Rahmen der Eröffnungsfeierlichkeiten der „Fleet Week“ in Maryland statt.
Nach einer Kollision eines manövrierunfähigen Containerschiffs mit einem Brückenpfeiler am 26. März 2024 stürzte die die Hafeneinfahrt überspannende Francis-Scott-Key-Brücke ein. Dadurch wird der Hafenbetrieb stark beeinträchtigt.

## Verkehrsbauwerke
- Seagirt Marine Terminal (Container)
- Dundalk Marine Terminal
- Fairfield Marine Automobile Terminal, exklusive Nutzung durch Mercedes-Benz USA[6]
- North Locust Point
- South Locust Point
- Intermodal Container Transfer Facility (ICTF)
- Trockendocks
- Cruise Terminal (Cruise Terminal, East McComas Street)[7]

## Wirtschaftliche Bedeutung

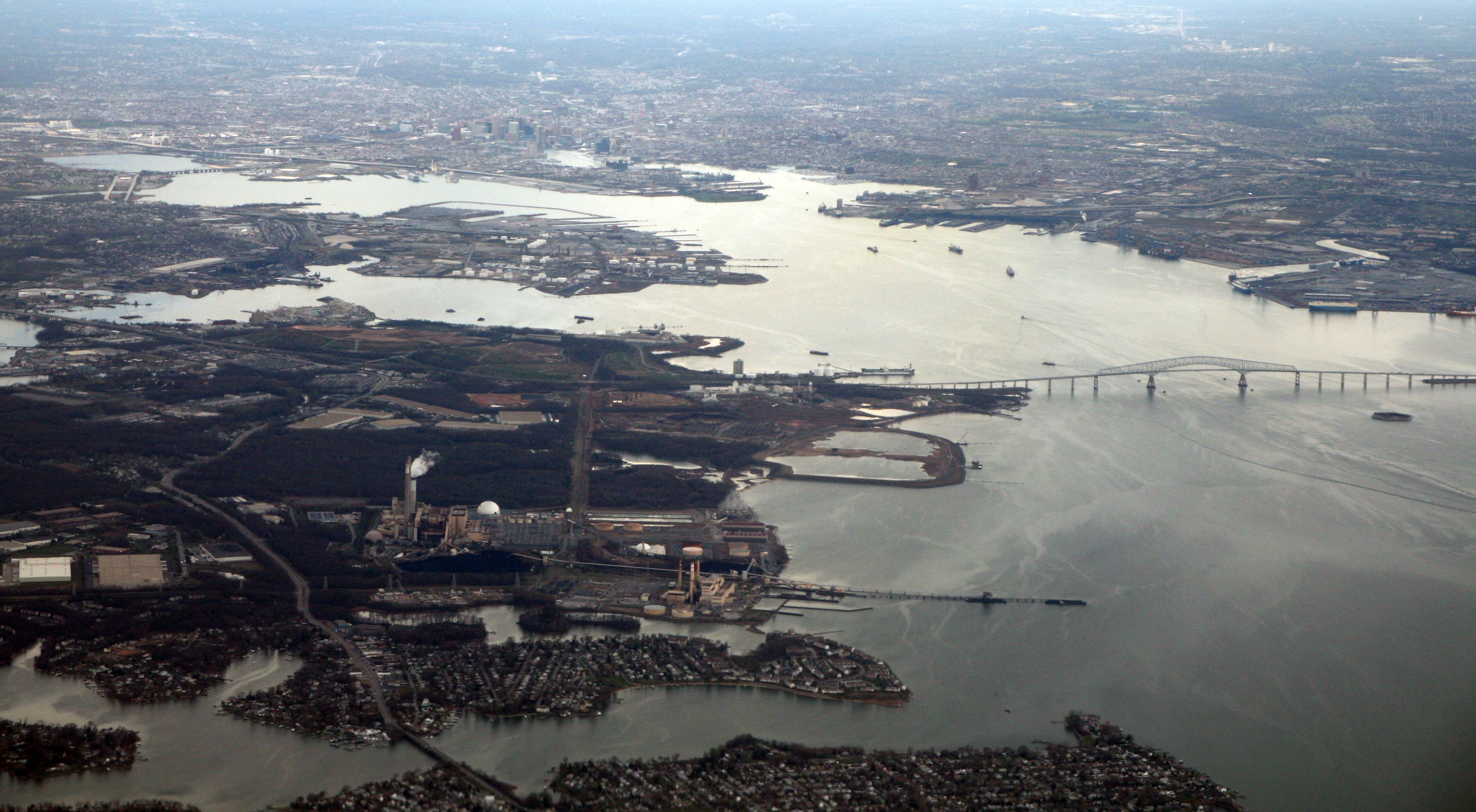
Übersichtsbild: Rechts die am 26. März 2024 zum Einsturz gebrachte Key Bridge, dahinter der Hafen.

Im Hafen werden Stückgut, Schüttgut und Container umgeschlagen. Im Jahr 2023 wurden hier 33,5 Millionen Tonnen (37 Millionen tn. sh.) umgeschlagen. Damit lag er 2023 auf Rang 18 innerhalb der Vereinigten Staaten. Außerdem ist er ein Passagierhafen, vor allem für Kreuzfahrtschiffe.
Der Hafen von Baltimore gilt als „No. 1 automobile Port in the U.S“, werden über diesen Hafen die meisten Autos (ca. 858.000 p. a.) in die Vereinigten Staaten verschifft. Nahezu alle namhaften Automarken, wie Daimler, Volkswagen, Hyundai verschiffen ihre Automobile über diesen Hafen. Ebenso belegt der Hafen landesweit den ersten Platz beim Umschlag von leichten Lastwagen, Trailern, Motoren, Land- und Baumaschinen sowie importiertem Gips.
Vom Hafen aus werden zudem Ölprodukte und Flüssiggas in geringen Mengen exportiert.
Der LNG Hauptexporthub von Maryland liegt 60 km südlich vor Cave Point in der Chesapeake Bay.
Der Hafen Baltimore ist ein bedeutender Kohle-Exporthafen. 2023 wurden 28 Millionen Short tons, was 28 % der US-Kohleexporte jenes Jahres entsprach, von ihm aus verschifft.

## Kreuzfahrthafen
Baltimore belegte 2018 den sechsten Platz unter den Häfen der Ostküste, den elften Platz unter den Häfen der USA und den zwanzigsten Platz unter den Häfen der Welt.

## In der Populärkultur
In dem 1996 gedrehten Actionfilm Eraser findet das Finale und die letzte Schlacht des Films in und um einen russischen Frachter im Hafen von Baltimore statt, der im Film als „Baltimore Wharf“ bezeichnet wird. Der Hafen von Baltimore kam 2002 in dem Thriller Der Anschlag vor. Die zweite Staffel der HBO-Serie The Wire dreht sich um die Aktivitäten im Hafen von Baltimore.